# بادماسامبهافا

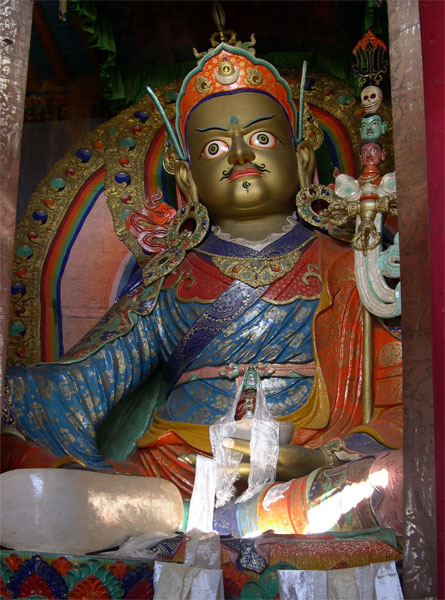
تمثال بادماسامبهافا (Padmasambhava) في دير هيميز، لداخ، الهند.

بادماسامبهافا (بالبلغارية: Падмасамбхава)، بمعنى صغير اللوتس ، وهو حكيم غورو من (Oddiyāna) والذي يقال أنه قام بنقل مذهب البوذية من فاجرايانا (Vajrayana) إلى بوتان (Bhutan) والتبت (Tibet) والبلدان المجاورة في القرن الثامن.
وهو معروف في تلك البلاد باسم غورو  رينبوشي (Guru Rinpoche) («غورو الكريم») أو لوبون رينبوشي (Lopon Rinpoche)،  أو ببساطة، بادوم (Padum) في التبت، حيث يعتبره أتباع مدرسة ناينجما (Nyingma) بوذا الثاني.
كما يعتبر أيضًا انبثاقًا لبوذا أميتابها (Buddha Amitabha)، وعادةً ما يتم توقيره بوصفه «بوذا الثاني». وهو مولود لعائلة برهمن في شمال غرب الهند.

## الحواشي
1. 1 2  ملف استنادي دولي افتراضي (باللغات المتعددة), دبلن: مركز المكتبة الرقمية على الإنترنت, OCLC:609410106, QID:Q54919
2. ↑  Norbu and Turnbull (1969), p. 163.
3. ↑  Sun (2008), pp. 10, 31, 145.
4. ↑  The Emergence of Buddhism by Jacob N. Kinnard (Page 89)
5. ↑  Holy People of the World by Phyllis G. Jestice (Page 668)
6. ↑  P. 208 Essential Buddhism: A Comprehensive Guide to Belief and Practice by Diane Morgan

## وصلات خارجية
- بادماسامبهافا على موقع الموسوعة البريطانية (الإنجليزية)
- بادماسامبهافا على موقع ميوزك برينز (الإنجليزية)